# Diamond Stone
Diamond Stone (nascido em 10 de fevereiro de 1997) é um jogador norte-americano de basquete profissional que atualmente joga pelo Salt Lake City Stars, disputando a NBA Development League. Foi selecionado pelo New Orleans Pelicans na segunda rodada do draft da NBA em 2016.